# 후지모토 가즈키
후지모토 가즈키(일본어: 藤本 一輝, 1998년 7월 29일~)는 일본의 축구 선수이다.

## 구단 경력
그는 2020년 J1리그의 오이타 트리니타에 입단했다. 2021년후 J2리그에 강등했다. 2023년까지 77경기에 출전하여, 10득점을 넣었다. 2024년 J1리그의 FC 마치다 젤비아로 이적했다. 2025년 아비스파 후쿠오카로 이적했다.